# Tekkekıranı, Vezirköprü
Tekkekıran là một xã thuộc huyện Vezirköprü, tỉnh Samsun, Thổ Nhĩ Kỳ. Dân số thời điểm năm 2010 là 241 người.